# Зубастики. Мисливець за головами
«Зубастики. Мисливець за головами» (англ. The Critters. Bounty Hunter) — американський короткометражний фільм жахів, що є продовженням франшизи «Зубастики», яка складається з 4 частин. Реліз відбувся 22 грудня 2014 року у США. Зйомки відбулися у Маммоч Лейк, штат Каліфорнія.

## Сюжет
Фільм розповідає про чужинця із раси мисливців на зубастиків. Детальний опис сцени полювання мисливця, який потрапив на бійню у пошуках зубастиків, що знову з'явилися в передмісті. У будинку, де усі мешканці вже стали стравою, зачаївся новий виводок чудовиськ, які не забули відкласти яйця...

## Актори
Джордан Дауні був не тільки режисером і сценаристом стрічки, але і єдиним актором.

## Відгуки
Стрічка привернула увагу глядачів, отримала 6,8 балів із 10 на сайті Internet Movie Database, але загалом, отримала і багато критики, як і позитивного сприйняття за спецефекти.